# Skřípov
Skřípov (niem. Wachtl) – gmina w Czechach, w powiecie Prościejów, w kraju ołomunieckim. Według danych z dnia 1 stycznia 2012 liczyła 339 mieszkańców.